# Конев, Владимир Александрович
Владимир Александрович Конев (20 мая 1937, Новосибирск — 13 июня 2024, Санкт-Петербург) ― советский и российский философ, доктор философских наук, профессор. Заслуженный деятель науки России. Известен своими работами по теории культуры и социальной философии.

## Биография
Родился 20 мая 1937 года в городе Новосибирск (РСФСР, СССР) в семье офицера Советской Армии.
В 1959 году окончил филологический факультет Уральского государственного университета, успешно защитив диплом по эстетике Гегеля, научным руководителем у него был профессор Л.Н. Коган.
В 1959 году начал работать учителем в городе Краснотурьинск, Свердловская область. В 1961 году поступил в аспирантуру философского факультета МГУ им. Ломоносова, на кафедру эстетики.
Окончив аспирантуру в 1964 году защитил кандидатскую диссертацию «Драматизм в искусстве как форма отражения противоречий действительности». После этого начал преподаватель на кафедре философии Новосибирского электротехнического института. С 1966 по 1972 год преподавал на кафедре философии Новосибирского государственного университета в Академгородке.
В 1968 году подписал «письмо сорока шести» против нарушения законности на судебном процессе над правозащитниками в Москве в 1968 году, известном как «дело четырёх».
С 1972 года преподавал профессором Самарского государственного университета (ныне – Самарского национального исследовательского университета
имени академика С.П. Королева).
В 1979 году защитил в МГУ докторскую диссертацию на соискание учёной степени доктора философских наук, тема диссертации была «Социальное бытие искусства». В 1980 году ему присвоено учёное звание профессора.
В 1985—1991 годы был приглашённым профессором Силезского университета в Польше.
С 1991 по 2015 год — заведующий кафедрой философии гуманитарных факультетов Самарского госуниверситета. Возглавлял магистерские программы «Философская антропология: человек в меняющемся мире» с 2014 года.
В 1994—2003 годы член Совета РГНФ, затем эксперт РГНФ, РФФИ и РНФ. Председатель регионального научного семинар «Философия культуры» (в мае 2019 года состоится 250 заседание).
Под его руководством подготовлено 7 докторских и 17 кандидатских диссертации. Написал около 300 научных трудов.
Умер 13 июня 2024 года в Санкт-Петербурге в возрасте 87 лет.